# Firefox Focus
Firefox Focus (dříve Focus by Firefox, v německy mluvících zemích Firefox Klar) je mobilní webový prohlížeč od společnosti Mozilla zaměřený na soukromí. Je dostupný pro chytré telefony a tablety s operačními systémy iOS a Android. Vyznačuje se především jednoduchým rozhraním, blokováním nežádoucích prvků webových stránek, jako jsou reklamy, snippety sociálních sítí a analytické nástroje. Také nabízí možnost smazat veškeré údaje o prohlížení stiskem jednoho tlačítka.